# Остров Скребцова
Остров Скребцова, в народе более известный как Коврижка — остров в Амурском заливе Японского моря, в 2 км к северо-западу от побережья Владивостока. Назван в 1863 году в честь М. Л. Скребцова, принимавшего участие в гидрографических исследованиях залива Петра Великого.

## География
Площадь около 1,28 гектаров. Максимальная высота над уровнем моря 22 метра. Берега обрывистые. Протяжённость береговой линии немногим менее 500 м. Остров покрыт травой и кустарником. К западу от острова Скребцова тянется риф, к северо-западу лежит банка. На восток узкой полосой тянется гряда надводных и подводных камней.
Транспортное сообщение с островом отсутствует, добраться до острова можно на частном катере или лодке. Зимой, с января по начало марта — по льду.
Когда электропоезд идёт во Владивосток, на перегоне между платформами Седанка и Чайка открывается вид на Коврижку.

## История
В начале 1890-х годов на острове размещался один из лагерных пунктов сахалинских каторжников, доставленных в Приморье для ударной работы. Но позднее лагерь был закрыт, в связи с высокой стоимостью и неудобствами транспортировки заключённых.
Во время Великой Отечественной войны на острове располагались огороды.
В 1961 году в ходе проводившихся на острове раскопок, была найдена стоянка древних людей, живших в первом тысячелетии до нашей эры. Остатки человеческой деятельности принадлежат Янковской культуре, широко распространенной в прибрежных районах юга Приморья.
В настоящее время остров необитаем и никакой экономической деятельности на нём не ведётся.

## См. также

Острова Скребцова («Коврижка») и Речной («Речная Коврижка»).